# Proutia nigripunctata
Proutia nigripunctata is een vlinder uit de familie van de zakjesdragers (Psychidae). De wetenschappelijke naam van de soort is voor het eerst geldig gepubliceerd in 1966 door Wolfgang Dierl.

## Type
- type: niet gespecificeerd.
- typelocatie: "Nepal, Bhandar unter Thodung, 2000 m"[2]